# Гашребеллен
Центра́льна ра́да мандрівни́х гаши́шних повста́нців (нім. Zentralrat der umherschweifenden Haschrebellen) або просто Гашре́беллен (нім. Haschrebellen) — західнонімецька ліворадикальна терористична організація міських партизанів, що діяла у Західному Берліні.
Організація, назву для якої позичили з промови Мао Цзедуна, була заснована на знак протесту проти обмежувальної політики Берлінського сенату щодо наркотиків та численних рейдів у барах задля попередження їх поширення. У той час як активісти навколо ативіста Райнера Лангханса невдовзі дистанціювалися від організації і обрали свідомий мирний процес, решта учасників швидко політизувалася.
Боммі Бауман та його оточення прагнуло радикальної зміни положення. Група була анархістсько орієнтована і не мала суворої ієрархії, як-от «Фракція Червоної армїі», що дало початок іншій ліворадикальній терористичній організації — «Тупамарос Західного Берліну». Обидві організації стали частиною берлінського лівого андеграунду, що називали себе «Берлінським блюзом».
З листопада 1969 року за організацією закріпилася самоназва «Тупамарос Західний Берлін», яка свідчила про розширену політичну програму та більш видовищні та жорстокі акції.
Рух став важливим перехідним явищем між протестами Позапарламентської опозиції (нім. Außerparlamentarische Opposition; APO) та терористичною діяльністю, зокрема через свою дедалі агресивнішу риторику, критичне ставлення до Ізраїлю та легітимізацію й використання насильства під час нападів із застосуванням запальних або вибухових пристроїв та вогнепальної зброї «Фракцією Червоної армії» та «Рухом 2 червня».